# Sandra Petrović Jakovina
Sandra Petrović Jakovina, née le 21 mars 1985 à Zagreb, est une femme politique croate, membre du Parti social-démocrate de Croatie.
Elle est députée européenne  de 2013 à 2014.